# Versteende taalvorm
Een versteende taalvorm is een taalvorm die niet langer aan verandering onderhevig is, maar die ook niet meer "leeft", in de zin dat hij niet meer in nieuwe combinaties gebruikt kan worden.

## Versteende taalvormen in het Nederlands

### Versteende woordvormen
Oude naamvalsuitgangen worden zelden meer gebruikt, maar in versteende uitdrukkingen komen ze nog wel voor:
- in naam der wet
- 's Heren goedheid
- in arren moede
- te onzent
- desnoods.

Dit geldt ook voor oude werkwoordsvormen, met name in de aanvoegende wijs:
- Het zij zo.
- Men neme een eetlepel zout.
- Hij zou op tijd zijn geweest, ware het niet dat de bus te laat kwam.
- Leve de koning!

### Versteende samenstellingen
Een samenstelling bestaat doorgaans uit twee of meer herkenbare elementen:
- werkkleding < werk+kleding, "kleding waarin men werkt"

maar in versteende samenstellingen herkennen we de afzonderlijke elementen niet meer, of  de (oorspronkelijke) betekenis van een of meer woorddelen blijft voor ons verborgen.
- bolleboos < Jiddisch balleboos < Hebreeuws ba'al+ha-bajith, "de baas van het huis"
- scheurbuik < schorbuk < Oudnoors skyr, "hangop" + bjúgr, "oedeem"
- bongerd < boomgaard.

### Versteende uitdrukkingen
Wanneer een uitdrukking voor het eerst wordt gebruikt, kan zij tot de verbeelding gaan spreken, waardoor andere taalgebruikers haar overnemen. Zo wordt zij een afgezaagde spreekwijze, een cliché. Maar in een nog later stadium wordt zij niet langer als gezochte vergelijking of als afgezaagde vondst ervaren; dan is zij in haar geheel tot de vaste woordenschat gaan behoren, en is zij een versteende uitdrukking geworden.
- IJs en weder dienende zal de herdenking in de buitenlucht plaatsvinden.
- Dat gezegd zijnde wil ik u toch ook op de eventuele nadelen wijzen.
- God geve dat er zegen op onze onderneming zal rusten.
- Beter ten halve gekeerd dan ten hele gedwaald

Versteende uitdrukkingen kunnen, als ze maar oud genoeg zijn, versteende woordvormen bevatten:
- de heer des huizes
- ten langen leste.